# Lista de filmes portugueses de 1934
Lista de filmes portugueses de longa-metragem lançados comercialmente em Portugal em 1934, nas salas de cinema.
Notas: Na secção coprodução, passando o cursor sobre a bandeira aparecerá o nome do país correspondente.
| # | Filme      | Realização                        | Género         | Estreia     | Coprodução |
| - | ---------- | --------------------------------- | -------------- | ----------- | ---------- |
| 1 | Gado Bravo | António Lopes Ribeiro Max Nosseck | Comédia, drama | 8 de agosto | —          |